# Болторізний верстат
Болторі́зний верста́т — металорізний верстат для нарізання різі на болтах, гвинтах, шпильках.
Основною частиною болторізного верстату є різьбонарізна головка. Заготовку затискують в лещатах і рухають вздовж станини болторізного верстату до зіткнення з плашками різьбонарізної головки. Плашки захоплюють заготовку і при кожному оберті переміщують її на відстань кроку різі, нарізаючи таким чином на заготовці різь. По закінченні обробки заготовки плашки автоматично розтискаються, що дає змогу зняти готовий виріб, не зупиняючи верстат.